# Podział administracyjny Kolumbii
Kolumbia dzieli się na 32 departamenty (departamentos) oraz dystrykt stołeczny (distrito capital). Lista departamentów (w nawiasach ich stolice):

Podział Kolumbii

| 1. Amazonas (Leticia) 2. Antioquia (Medellín) 3. Arauca (Arauca) 4. Atlántico (Barranquilla) 5. Bolívar (Cartagena) 6. Boyacá (Tunja) 7. Caldas (Manizales) 8. Caquetá (Florencia) 9. Casanare (Yopal) 10. Cauca (Popayán) 11. Cesar (Valledupar) 12. Chocó (Quibdó) 13. Córdoba (Montería) 14. Cundinamarca (Bogota) 15. Guainía (Puerto Inírida) 16. Guaviare (San José del Guaviare) 17. Huila (Neiva) | 1. La Guajira (Riohacha) 2. Magdalena (Santa Marta) 3. Meta (Villavicencio) 4. Nariño (Pasto) 5. Norte de Santander (Cúcuta) 6. Putumayo (Mocoa) 7. Quindío (Armenia) 8. Risaralda (Pereira) 9. San Andrés i Providencia (San Andrés) 10. Santander (Bucaramanga) 11. Sucre (Sincelejo) 12. Tolima (Ibagué) 13. Valle del Cauca (Cali) 14. Vaupés (Mitú) 15. Vichada (Puerto Carreño) 16. Bogota |

Departamenty dzielą się na gminy (municipios), a one z kolei na corregimientos.